# 富永文一
富永 文一（とみなが ぶんいち、1891年（明治24年）1月31日 - 没年未詳）は、日本の朝鮮総督府官僚。徳島県徳島市の人。

## 経歴
- 1909年3月 徳島県立徳島中学校卒業
- 1912年7月 第七高等学校造士館卒業
- 1915年10月　高等文官試験に合格
- 1916年5月　東京帝国大学法科大学卒業
- 1916年6月　朝鮮総督府試補
- 1918年1月　道事務官（黄海道で勤務）
- 1918年10月　総督府事務官
- 1923年8月　総督府監察官を兼職
- 1925年　道事務官。全羅北道警察部長
- 1926年11月　総督府事務官に復帰。警務局保安課長
- 1929年12月　内務局地方課長
- 1931年10月　咸鏡北道知事
- 1934年11月　京畿道知事
- 1936年5月21日　学務局長（- 1937年7月3日）
- 1936年6月3日　朝鮮史編修会委員（- 1937年7月3日）

1937年に退官した後は、朝鮮殖産銀行理事、朝鮮開拓株式会社理事を歴任した。